# Dr. Jekyll y Mr. Hyde (película de 1912)
Dr. Jekyll y Señor Hyde es una película de terror de 1912 basada en la novela de Robert Louis Stevenson El extraño caso del Dr. Jekyll y Mr. Hyde (1886) y en su adaptación teatral escrita por Thomas Russell Sullivan. Dirigida por Lucius Henderson, protagonizada por el actor (luego conocido como director de cine) James Cruze en el papel dual de Dr. Jekyll y Señor Hyde, y coprotagonizada también por su mujer en la vida real Marguerite Snow.

## Trama
Un maduro y canoso Dr. Jekyll se ha encerrado en su laboratorio para consumir un vial de la fórmula que acaba de preparar. Se desploma en su silla, con el fármaco haciendo efecto, transformándole en un joven moreno, encorvado, con colmillos. Después de un uso repetido, el alter ego maligno emerge a voluntad, causando que bajo su forma Jekyll derribe a una niña en la calle e incluso ataque a su enamorada y cuando este acuda en su ayuda asesine al padre de la joven (el ministro local). Huye del policía que ella ha avisado, que lo persigue hasta su casa. Toma el antídoto y es Jekyll quien recibe al agente. Más tarde, cuando va a consolar a la joven, vuelve a huir al notar las convulsiones, solo para descubrir en el laboratorio que el antídoto se ha terminado y tendrá que quedarse como Señor Hyde para siempre. Su mayordomo, incapaz de que abra la puerta, llama al policía que finalmente rompe la puerta con un hacha para encontrar el cuerpo de Hyde, ya que el desesperado doctor se ha suicidado con veneno.

## Reparto

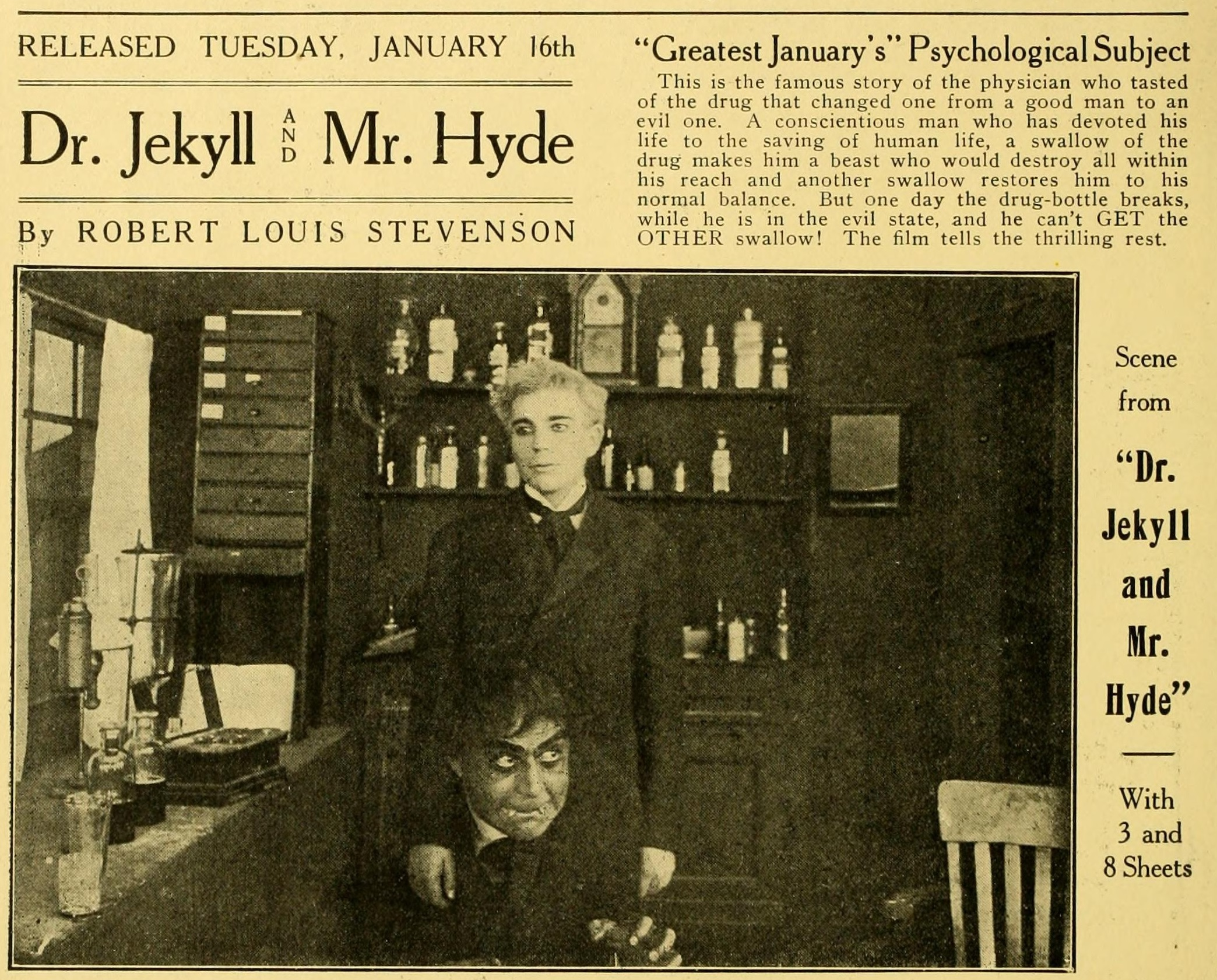
Anuncio de la película en la revista Moving Picture World de enero de 1912.

- James Cruze como Dr. Jekyll/Señor Hyde
- Florence La Badie como la enamorada de Jekyll
- Marie Eline como niña derribada por Hyde
- Jane Gail (extra)
- Marguerite Snow (extra)
- Harry Benham como Señor Hyde (en algunas escenas, sin acreditar)

## Producción
Esta película fue producida por la Thanhouser Company. Más que adaptar la novela de 1886, Thanhouser decidió seguir más estrechamente la obra de teatro de 1887, condensada en un cortometraje de doce minutos. Cruze interpreta a un Jekyll bienintencionado de mediana edad, de pelo blanco, pero "tras su transformación a Hyde, se suelta y ofrece una actuación de pantomima memorable....Mientras se transforma en un pícaro y sociópata violento".
Algunas fuentes citan a Harry Benham como el actor que interpretó a Hyde en la película, pero en una entrevista en octubre de 1963 en Famous Monsters of Filmland, Harry Benham reveló que mientras Cruze interpretó a Jekyll y Hyde, él y Cruze compartieron el papel de Hyde, con Benham doblando a Cruze como Hyde en algunas escenas (sin acreditar). El historiador Steve Haberman declaró que Benham interpretó todas las escenas de Hyde, ya que es siempre notablemente más bajo que Cruze en las escenas de transformación. Dijo "de hecho, ni siquiera es lo bastante alto como para verse en el espejo del buen doctor colgando en la pared..."

## Críticas
El crítico Troy Howarth siente que el maquillaje de Hyde era crudo pero efectivo, aunque el conjunto de laboratorio de Jekyll parecía un armario barato. Observa que "el reinado de terror" de Hyde se reduce a un par de escenas breves de violencia, y que Hyde actúa más "como un niño desenfrenado al que un padre distraído le permite desmelenarse...que como una amenaza genuina".